# 經濟日報 (臺灣)
《經濟日報》為臺灣的經濟專業報紙，隸屬聯合報系。

## 歷史
《經濟日報》最早借用李萬居的《公論報》執照登記營業；1967年4月17日至4月19日發行試版第1號~第3號（不對外販賣），同年1967年4月20日正式創刊，董事長為范鶴言，發行人為王惕吾。
首任總編輯為丁文治，後因報導觸怒當局，導致該報停刊數日，丁文治被令革職永不錄用。
商人王永慶曾短暫握有《聯合報》及《經濟日報》股權，1973年5月11日王永慶退出股權之後，聯合報系遂由合夥型態轉為公司組織。
2005年5月20日，公平會通過「聯合報股份有限公司」與「經濟日報股份有限公司」合併存續成「聯合報股份有限公司」。
2009年12月11日，《經濟日報》總社從臺北市信義區忠孝東路四段555號搬遷至臺北縣汐止市（今新北市汐止區）大同路一段369號。
2012年4月23日，慶祝45周年社慶，推出蘋果公司的iPad專用App《經濟日報 Plus》，提供紙本內容數位閱讀管道。
2016年6月26日，推出品牌App《經濟日報》，並於上線兩個月逾10萬人次下載。
2017年9月20日，《聯合財經網》更名為《經濟日報網》。
2021年10月20日，推出《經濟日報數位訂閱》 訂閱制服務，網站與App大改版，大多數內容維持免費開放閱讀，針對付費訂戶提供彭博獨家聯名推出的精選內容、百名財經編採譯團隊製作的付費深度報導、總覽產業上中下游的台灣五十大產業資料庫，以及享受無廣告的閱讀環境。
目前，《經濟日報》社長劉永平，發行人胡立台，副社長費家琪、周祖誠，總編輯李淑慧。

## 外部連結
- 官方网站
- 經濟日報 facebook 粉絲專頁
- 經濟日報官方 Youtube 頻道